# Outgert Cluyt

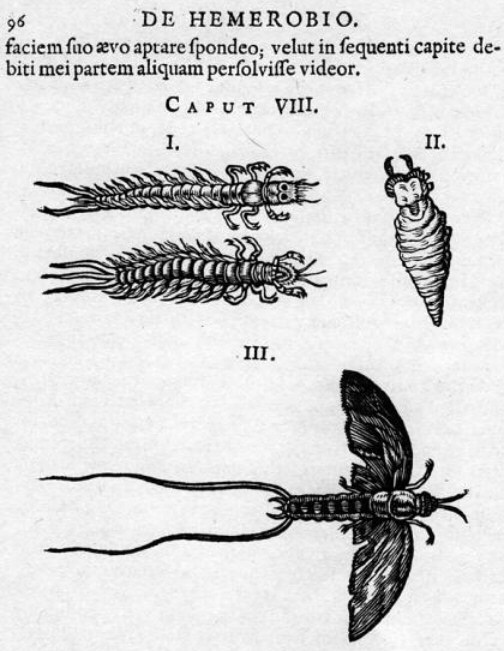
Ephemeroptera, Outgert Cluyt, De Hemerobio, 1634

Outgert Cluyt latinisiert Augerius Clutius (* 1578 in Delft; † 6. Oktober 1636 in Amsterdam) war ein niederländischer Arzt, Botaniker und Entomologe. 

## Leben und Wirken
Outgert Cluyt ist der älteste Sohn des Apothekers Dirck Outgaertsz Cluyt (1546–1598), der erster Aufseher des Hortus Botanicus in Leiden war. 1594 begann er an der Universität Leiden Philosophie und Medizin zu studieren. Nach dem Studium ging er nach Montpellier und gestaltete dort den Botanischen Garten der Universität mit. Er reiste nach Spanien und Nordafrika und brachte von dort Pflanzen für den Hortus Botanicus in Leiden mit. Nach seiner Rückkehr ließ er sich als Arzt in Amsterdam nieder. Er heiratete 1609 Haasje Pieters, und 1613 Susanna Spranger, eine Cousine des Künstlers Bartholomäus Spranger.
Seine Schrift De nuce medica von 1634 enthält 56 Seiten und 10 Holzschnitte, die sich mit der Kokosnuss beschäftigen, sowie eine Abhandlung über die Tulpe. In De hemerobio sive Ephemero insecto beschrieb er ein Insekt, von dem er annahm, dass es sich um Aristoteles Ephemeron handelt (Eintagsfliegen).

## Dedikationsnamen
Herman Boerhaave benannte ihm zu Ehren die Gattung Clutia der Pflanzenfamilie der Wolfsmilchgewächse (Euphorbiaceae). Carl von Linné übernahm später diesen Namen.
Auch die Pflanzengattungen Cluytia Steud. und Cluytiandra Müll.Arg., ebenfalls beide aus der Familie der Wolfsmilchgewächse, wurden nach ihm benannt.

## Werke
- Calsuee sive Dissertatio, Lapidis Nephritici, seu Jaspidis viridis, à quibusdam Callois dicti, naturam, proprietates & operationes exhibens, quam sermone Latino recenset Gulielm. Rostock, 1627
- Opuscula duo singularia. 1. De nuce medica. 2. De hemerobio sive Ephemero insecto, & majali verme Amsterdam, 1634

Digitalisat, Stadtbibliothek Lübeck
- Memorie der vreemder blom-bollen, wortelen, kruyden, planten, struycken, zaden ende vruchten: hoe men die sal wel gheconditioneert bewaren ende over seynden. Amsterdam, 1631
- Van de byen, haer wonderlyke oorspronk, natuer, eygenschap, krachtighe, onghehoorde en seltsame werken … Amsterdam, 1705